# Harimius atripennis
Harimius atripennis là một loài bọ cánh cứng trong họ Cerambycidae.